# Phoenix, Arizona
Orașul Phoenix (se citește aproximativ 'fii-nix) este capitala și cel mai mare oraș al statului federal american Arizona, cu o populație estimată de aproximativ 1.673.000 locuitori (2024). Asta plasează orașul pe locul cinci în categoria celor mai populate orașe americane, în spate la Houston și în față de Philadelphia. Totodată, asuma funcția de reședința a comitatului Maricopa.
Phoenix a fost declarat oraș la 5 februarie 1881. Este, în același timp, capitala statului Arizona, cel mai mare oraș și nucleul celei mai mari arii metropolitane din Arizona și din sud-vestul Statelor Unite.
Phoenix se găsește situat aproximativ central în statul Arizona, în comitatul Maricopa, la 235 de km (140 de mile) sud de Flagstaff și la 250 km (150 de mile) nord-vest de Tucson, celelalte două zone urbane semnificative ale statului. Zona metropolitană, al cărui nucleu îl formează, se mai numește și Phoenix Greater Area și constă din 21 de municipalități diferite. Datorită climatului local extrem de torid și uscat, locul pe care se găsește Phoenix-ul de azi a fost denumit "Hoodzo" în limba Navajo, și "Fiinigis" în limba Western Apache, care se traduc la fel, "Locul este fierbinte". Numele provine de la creatura mistică Phoenixul, o pasăre ~roșie simbolizând pacea, ce poate fi văzut pe Drapel și Sigiliu.
Statisticile creșterii populației locale spun totul:
- 1890, 3.152; * 1900, 5,544; * 1910, 11,134;
- 1920, 29,053; * 1940, 65,414; * 1950, 106,818;
- 1970, 584,000; * 1980, 789,704; * 1990, 983,000;
- 2000, 1,321,045; * 2004 (estimație) 1,418,041;
- 2010, 1.445.632; * 2020, 1.608.139;                         * 2024 (estimație) 1.673.164.

surse: date de recensământ și estimări oficiale
Aria zonei metropolitane Phoneix lărgită, cunoscută și sub numele de Phoenix Metropolitan Statistical Area (MSA) este cea de-a zecea din SUA, conform recensământului din 2020. Creșterea populație dintre recensământul efectuat în 2010 și cel din 2020 a fost de 11.2%, iar dintre 2020 și 2024, a fost o creștere de 4% în doar patru ani.
Phoenix este cea mai populată capitală a unui stat american și pe locul trei ca întindere între cele 50 de capitale ale statelor SUA, fiind depășită doar de Juneau, Alaska și de Oklahoma City, Oklahoma.

## Personalități născute aici
- Matt Dallas (n. 1982), actor;
- Alec Benjamin (n. 1994), cântăreț;
- Kaitlyn Dever (n. 1996), actriță.

## Vezi și
- Luminile de la Phoenix

1. ↑   https://web.archive.org/web/20201112042609/https://www.phoenix.gov/pio/city-publications/city-history, arhivat din original la |archive-url= necesită |archive-date= (ajutor), accesat în 19 decembrie 2020 Lipsește sau este vid: |title= (ajutor)
2. ↑  Ballotpedia, accesat în 23 martie 2023
3. ↑  Office of Mayor Kate Gallego (în engleză), accesat în 23 martie 2023 zero width space character în |title= la poziția 29 (ajutor)
4. ↑  c-span.org, accesat în 23 martie 2023
5. ↑  2010 U.S. Gazetteer Files, accesat în 9 iulie 2020
6. ↑  „U.S. Census Bureau QuickFacts: Phoenix city, Arizona”. Census Bureau QuickFacts. 1 iulie 2024. Accesat în 15 mai 2025.

## Legături externe

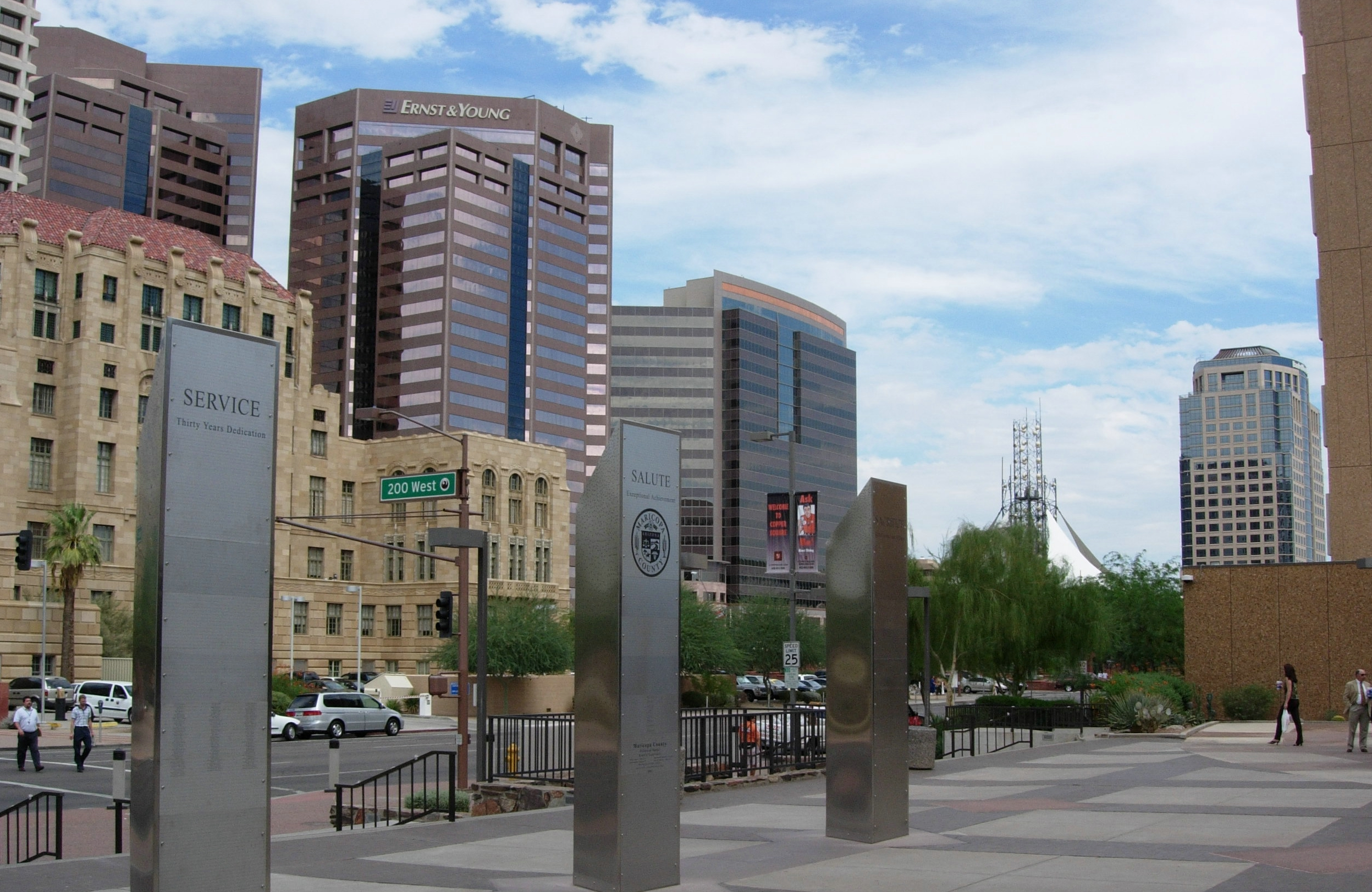
O imagine din centrul orașului Phoenix, așa-numitul downtown, centrul de afaceri și sediul multor instituții de stat în orașele importante ale Statelor Unite ale Americii.